# Adolf Hafström
Adolf Hjalmar Fredrik Hafström, född den 1 maj 1871 i Blackstads församling, Kalmar län, död den 27 mars 1948 i Stockholm, var en svensk jurist. Han var kusin till Arthur Hafström.
Hafström, vars far var hovkamrerare, avlade juris utriusque kandidatexamen 1895 och genomförde tingstjänstgöring 1896–1900. Han förordnades sistnämnda år att som domare biträda Stockholms rådhusrätt i civila ärenden och brottmål. Hafström var tillförordnad sekreterare i Kommerskollegium och tillförordnat kommerseråd 1903–1906, protokollsnotarie (civilassessor) hos rådhusrättens första avdelning och i förmyndarkammaren 1908–1918, rådman 1918–1934, vice ordförande i styrelsen för Sankt Görans sjukhus 1912–1921 och ordförande i hyresnämnden 1916–1923. Han tilldelades Vetenskapsakademiens äldre Linnémedalj 1942. Hafström blev riddare av Vasaorden 1921 och av Nordstjärneorden 1928. Han vilar på Norra begravningsplatsen utanför Stockholm.